# Zoltán Kósz
Zoltán Kósz (Boedapest, 26 november 1967) is een voormalig Hongaars waterpolospeler.
Zoltán Kósz nam als waterpoloër driemaal deel aan de Olympische Spelen in 1988, 1996 en 2000. Hij veroverde een gouden medaille.
In 1993 werd de ziekte van Crohn vastgesteld. Na een operatie herstelde hij van de ziekte en ging weer waterpoloën.
In de competitie kwam Kósz uit voor Vasas Sport Club en Ferencvárosi Torna Club.
Gábor Bujka · 
András Gyöngyösi · 
Tibor Keszthelyi · 
Zoltán Kósz · 
Péter Kuna · 
Zoltán Mohi · 
Tibor Pardi · 
Zsolt Petőváry · 
István Pintér · 
Gábor Schmiedt · 
Imre Tóth · 
László Tóth · 
Balázs Vincze
Tibor Benedek · 
Tamás Dala · 
Rajmund Fodor · 
András Gyöngyösi · 
Tamás Kásás · 
Zoltán Kósz · 
Péter Kuna · 
Attila Monostori · 
Zsolt Németh · 
Frank Tóth · 
László Tóth · 
Zsolt Varga · 
Balázs Vincze
Tibor Benedek · 
Péter Biros · 
Rajmund Fodor · 
Tamás Kásás · 
Gergely Kiss · 
Zoltán Kósz · 
Tamás Märcz · 
Tamás Molnár · 
Barnabás Steinmetz · 
Zoltán Szécsi · 
Bulcsú Székely · 
Zsolt Varga · 
Attila Vári